# Utsläpp

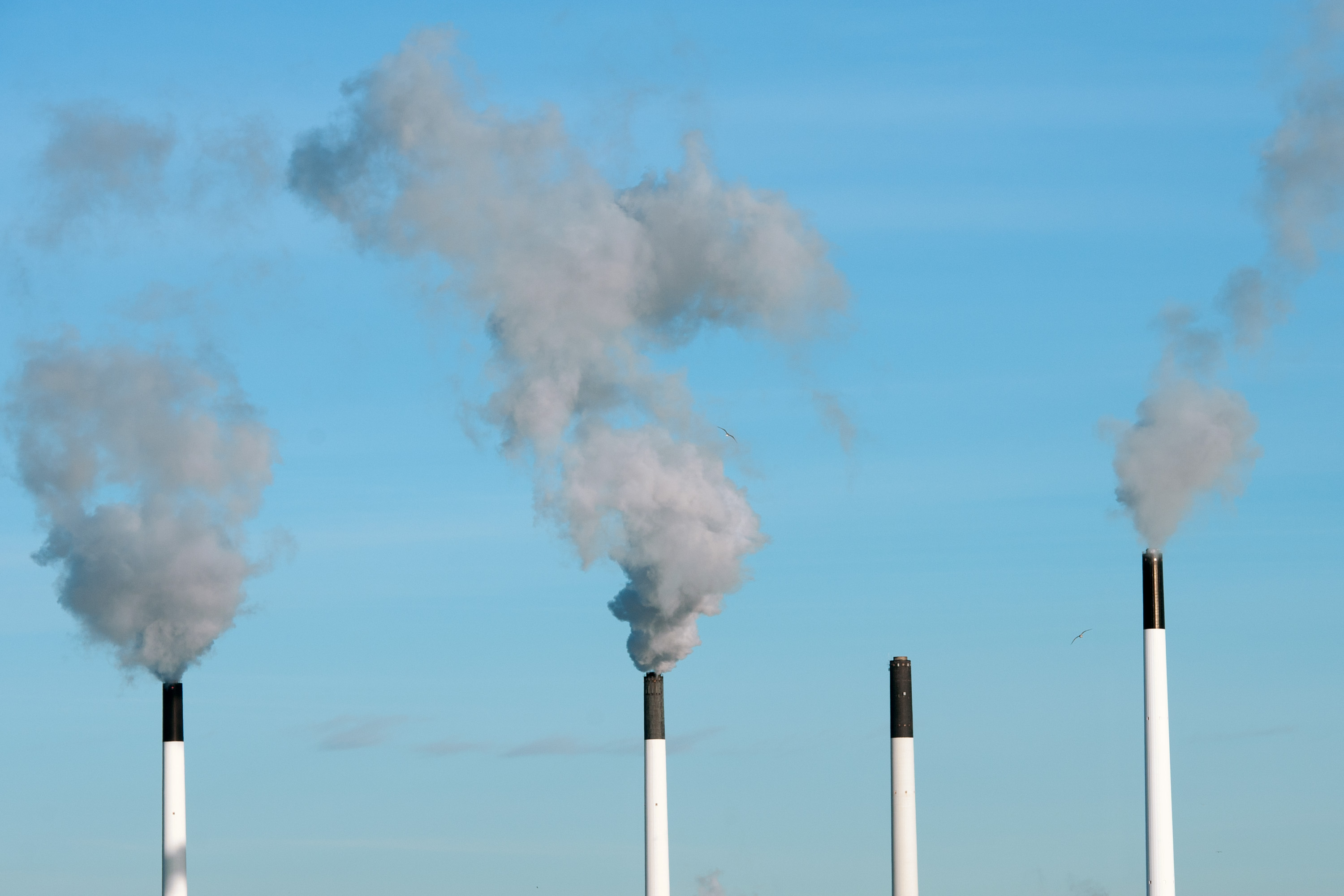
Exempel på utsläpp.

Utsläpp eller emissioner är substanser som lämnar en sluten verksamhet och går ut i miljön. Termen utsläpp förknippas oftast med utsläpp av miljöfarliga ämnen. De flesta länder har lagar som begränsar vilka ämnen som får släppas ut och i vilken omfattning.

## Utsläpp av växthusgaser

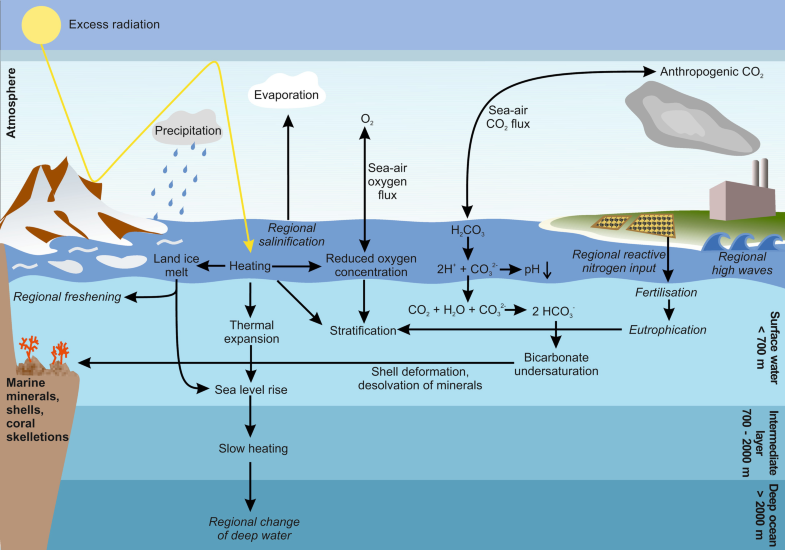
Överblick hur klimatförändringar påverkar havet

Utsläpp finns i många olika former men det man oftast tänker på är de typiska växthusgaserna koldioxid (CO2), metan (CH4) och lustgas (dikväveoxid, N2O). Dessa gaser påverkar växthuseffekten så att den blir tätare och håller kvar värmen från solens strålar en längre tid. Dessa gaser är inte farliga i sig, de och växthuseffekten är nämligen nödvändiga för vårt liv på jorden och har funnits långt innan människan har släppt ut gaser i atmosfären.  
Koldioxid, metan och lustgas är också de tre viktigaste som mänsklig aktivitet ger upphov till.
År 2015 nådde den globala halten av koldioxid 400 miljondelar (ppm) enligt mätningar av världsmeteorologiorganisationen WMO och i maj 2021 nådde den genomsnittliga koncentrationen närmare 421 miljondelar.
De klimatpåverkande utsläppen kommer till exempel från användning av fossila bränslen och avskogning.

### Koldioxidekvivalenter
Så kallade koldioxidekvivalenter, CO2e är en måttenhet för att mäta samt summera utsläpp av olika växthusgaser. Den används för att beräkna den sammanlagda växthuseffekten av olika växthusgasutsläpp. Anledningen till att enheten har just detta namnet är att koldioxid är den gas som människan mest släpper ut på olika sätt. 

### Olika sätt att beräkna ländernas utsläpp
Det finns tre olika sätt att beräkna utsläpp av klimatpåverkande växthusgaser; territoriella utsläpp, konsumtionsbaserade utsläpp och produktionsbaserade utsläpp. Territoriella utsläpp är den huvudsakliga metoden som också används för att till exempel följa upp ländernas åtaganden inom FN.

## Lista över de tio länder som släpper ut mest koldioxid
| nr | Land       | Mängd koldioxidutrläpp (kilo ton) |
| -- | ---------- | --------------------------------- |
| 1  | Kina       | 10 313 460                        |
| 2  | USA        | 4 981 300                         |
| 3  | Indien     | 2 434 520                         |
| 4  | Ryssland   | 1 607 550                         |
| 5  | Japan      | 1 106 150                         |
| 6  | Tyskland   | 709 540                           |
| 7  | Sydkorea   | 630 870                           |
| 8  | Iran       | 629 290                           |
| 9  | Indonesien | 583 110                           |
| 10 | Kanada     | 574 400                           |

## Utsläpp i hav och sjöar

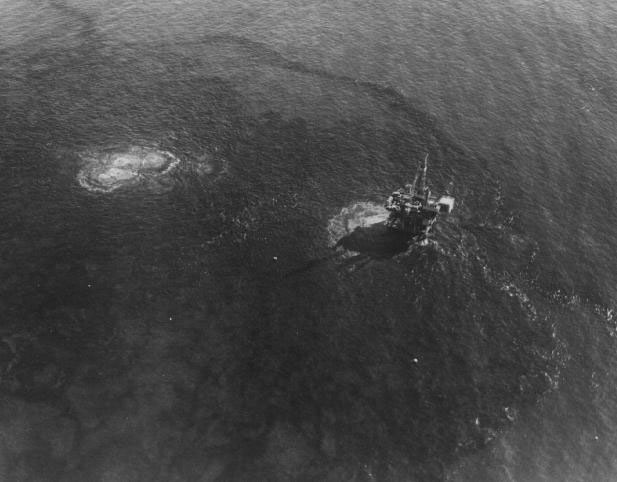
Oljeutsläppet i Santa Barbara-kanalen 1969.

### Oljeutsläpp
Utsläpp finns inte bara i luften och på land utan även i olika vattendrag. Mycket av dessa utsläppen sker ut i hav och sjöar. En stor del utsläpp i framförallt i hav är olja från fartyg vid tankfartygskatastrofer. Sedan 1960-talet har det inträffat ett tjugotal väldigt stora skeppsbrott runt om i världen där majoriteten har skett vid den europeiska Atlantkusten. För varje skeppsbrott har hundratusentals ton olja släpps ut i haven. I Sverige förekommer det flera hundra oljespill. 

#### Lätta oljor
Oljans livslängd är beroende av dess sammansättning. Raffinerad råolja exempelvis är sammansatt av olika kolväteföreningar som i sin tur har olika egenskaper. De oljor med enkel ihopsatt enhet brukar försvinna snabbt, redan inom ett dygn efter utsläppet genom avdunstning, sönderdelning och utspädning. Dock kan dessa enkla sammansättningar av olja vara mycket giftiga. Trots att det är låga halter så skadar de fiskyngel och djurplankton. Lättflytande och flyktiga oljor som Nordsjöolja har väldigt stor giftverkan. Rena lätta brännoljor, bensin och fotogen, kan vara tio till hundra gånger mer giftiga jämfört med oraffinerad råolja.

#### Tunga oljor
De mer svårlösliga samt tyngre oljorna påverkar fågellivet mycket och utgör allvarliga hot mot dem. Det räcker med att det är en liten smetig oljefläck som inte är större än någon enstaka kvadratcentimeter stor på fjädrarna för att det ska göra att en sjöfågel ska dö en plågsam död. Den dör antingen genom av kyla i med att oljan gör att fjädrarna förlorar sin funktion att isolera eller genom att den försöker få bort oljan så mycket att den till slut dör av ansträngning. Ett litet utsläpp kan göra att många fåglar omkommer. 

## Försurning
Försurning är ett fenomen som har skett på ett naturligt sätt sedan istiden.  Denna sorts försurning sker långsamt och påverkar inte på något dåligt sätt. Dock sker det en försurning som vi människor har orsakat vilket sker snabbare och ger upphov till konsekvenser. Det som orsakar detta är de luftburna utsläppen som ger upphov till försurning. Exempel på försurande ämnen är svavel (S), kväveoxider (NO) och ammoniak (NH3). Dessa kommer i kontakt med växter och andra organismer vilket resulterar att de skadas eller till och med dör på grund av den sura miljön. De sura utsläppen påverkar inte bara marken, utan även vattendrag. I sjöar består ungefär 10% av sjön regnvatten och motsvarar ytvattnet. Resterande är från marken runt omkring. Egenskaperna på ytvattnet beror delvis på de omgivande områdena. Anledningen till detta är att marken har ett naturligt buffertsystem av vätekarbonat (HCO3-). Detta är en motståndskraft för det eventuella sura regnet som tillkommer på vattenyta.